# Come pensiamo
Come pensiamo. Una riformulazione del rapporto fra il pensiero riflessivo e l'educazione (How We Think) è un saggio pubblicato nel 1910 dal pedagogista e filosofo statunitense John Dewey.

## Contenuto
Nell'opera l'autore si interroga su cosa sia il pensiero. Secondo lui, questo nasce dall'incertezza e si caratterizza come indagine ed è legato al passaggio dai problemi alle soluzioni. Il pensiero può anche essere definito come osservazione. Diventa quindi necessario educare il pensiero a ragionare in maniera logica, favorendo il passaggio dal concreto all'astratto e potenziando il linguaggio, che ha un ruolo fondamentale nella conoscenza. Per fare ciò sono necessarie lezioni svolte dall'insegnante secondo i modelli dell'attivismo pedagogico.

## Edizioni
- Dewey J., Come pensiamo. Una riformulazione del rapporto fra il pensiero riflessivo e l'educazione, Firenze, La Nuova Italia, 1961.
- Dewey J., Come pensiamo, Milano, Raffaello Cortina Editore, 2019